# Yasaka-ji

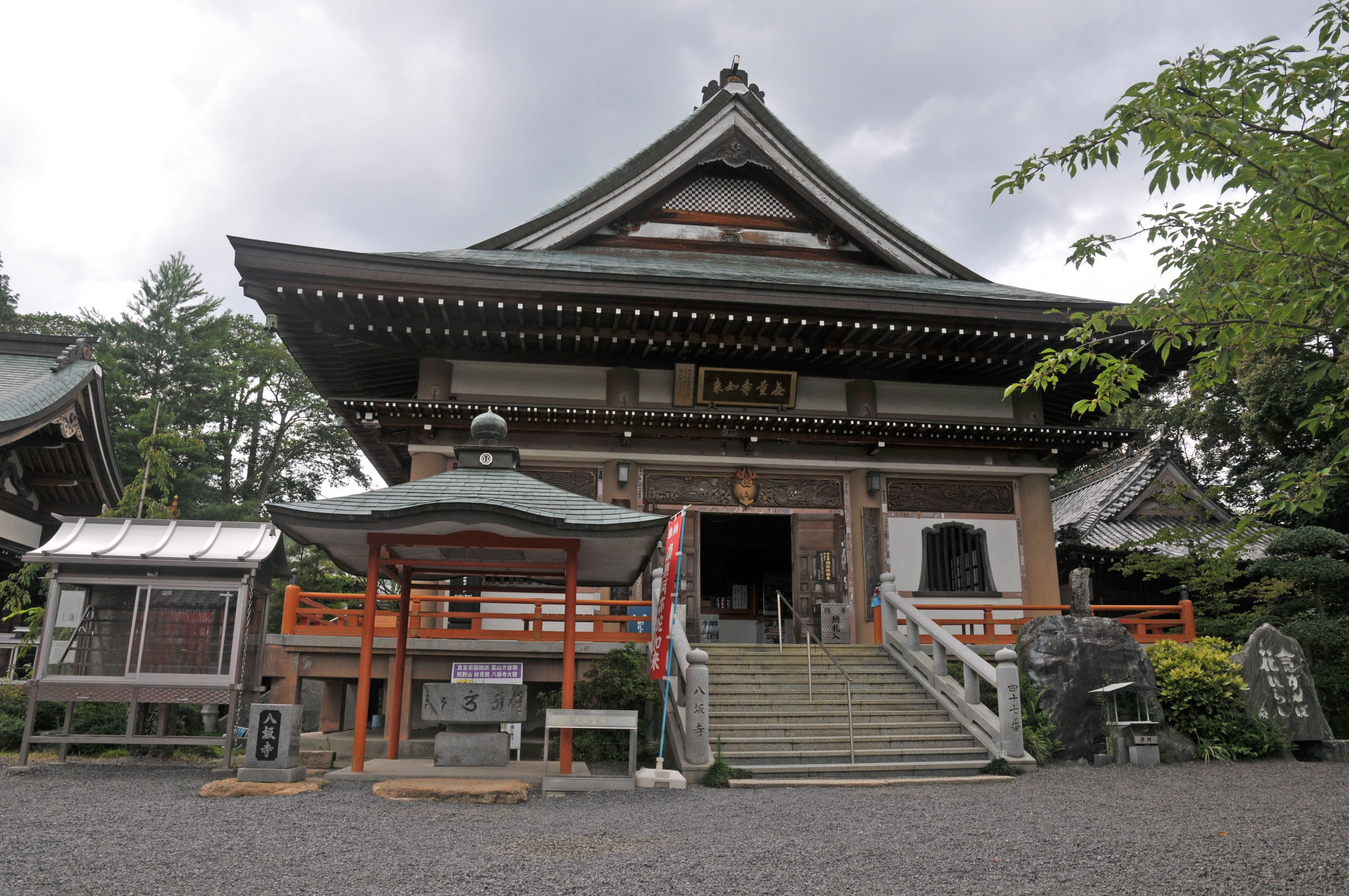
Sala principal

Yasaka-ji (八坂寺) es un templo budista en la prefectura de Matsuyama, Ehime, Japón. Es el Templo 10 de los Trece sitios budistas de Iyo. Tradicionalmente se cree que fue fundado en el año 701.